# Lagerstroemia quinquevalvis
Lagerstroemia quinquevalvis är en fackelblomsväxtart som beskrevs av Emil Bernhard Koehne. Lagerstroemia quinquevalvis ingår i släktet Lagerstroemia och familjen fackelblomsväxter. Inga underarter finns listade i Catalogue of Life.